# همبلتون
همبلتون (به انگلیسی: Hambleton) یک منطقهٔ مسکونی در بریتانیا است که در یورک‌شر شمالی واقع شده‌است.